# 피에르프란체스코 데 메디치 일 베키오
피에르프란체스코 디 로렌초 데 메디치(이탈리아어: Pierfrancesco di Lorenzo de' Medici, 1430년–1476년 7월 19일) 또는 피에르프란체스코 일 베키오(Pierfrancesco il Vecchio)는 피렌체의 메디치 가문 출신 이탈리아 은행가이자 외교관이다.

## 생애
피렌체에서 로렌초 일 베키오와 지네르바 카발칸티의 아들로 태어난 그는 코시모 데 메디치의 조카이자 1459년부터 피렌체의 사실상의 지배자로 군림했던 피에로 디 코시모 데 메디치의 친척이기도 했다.
피에르프란체스코는 1440년에 고아가 되었고 그의 숙부에 의해 자랐다. 그는 피렌체 공화국의 대사(1458년의 교황, 1463년에 만토바)와 미술 장관(Priore delle Arti, 1459년)으로도 근무했었다. 코시모 사후(1464년), 피에르프란체스코는 초창기에는 피에로의 지지자였지만, 이후 1466년 루카 피티의 실패한 쿠테타에 참여한 공모자 중 한 명이 되는 등 그를 적대시하였다. 피에로에게 사면을 받은 후, 그때부터 메디치 은행의 관리를 맡았다.
라우도미아 디 아뇰로 아차이올리와 혼인을 통해 로렌초(1463년–1503년)와 코시모 계 메디치 가문 출신들의 맹렬한 경쟁자인 조반니(1467년–1498년)를 두었다.
피에르프란체스코는 1476년에 사망했다. 그의 자식들은 친척인 로렌초 일 마니피코가 입양하였다.